# Pero fusaria
Pero fusaria là một loài bướm đêm trong họ Geometridae.